# Maghnes Akliouche
Maghnes Akliouche (Tremblay-en-France, 25 februari 2002) is een Frans voetballer van Algerijnse afkomst die doorgaans als aanvallende middenvelder speelt. Hij stroomde in 2021 door vanuit de jeugdopleiding van AS Monaco.

## Clubcarrière
Akliouche genoot zijn jeugdopleiding bij Villemomble Sports, US Torcy en AS Monaco. In het seizoen 2020/21 stroomde hij door naar het tweede elftal van AS Monaco in de Championnat National 2. Op 16 oktober 2021 maakte hij zijn officiële debuut in het eerste elftal van de club: op de tiende competitiespeeldag liet trainer Niko Kovač hem tegen Olympique Lyon tijdens de slotfase invallen voor Gelson Martins.

## Clubstatistieken
| Seizoen         | Club            | Land            | Competitie             | Competitie | Competitie | Beker | Beker | Supercup | Supercup | Europees | Europees | Totaal | Totaal |
| Seizoen         | Club            | Land            | Competitie             | Wed.       | Dlp.       | Wed.  | Dlp.  | Wed.     | Dlp.     | Wed.     | Dlp.     | Wed.   | Dlp.   |
| --------------- | --------------- | --------------- | ---------------------- | ---------- | ---------- | ----- | ----- | -------- | -------- | -------- | -------- | ------ | ------ |
| 2020/21         | AS Monaco B     | Vlag van Monaco | Championnat National 2 | 6          | 0          | —     | —     | —        | —        | —        | —        | 6      | 0      |
| 2021/22         | AS Monaco B     | Vlag van Monaco | Championnat National 2 | 11         | 3          | —     | —     | —        | —        | —        | —        | 11     | 3      |
| 2021/22         | AS Monaco       | Vlag van Monaco | Ligue 1                | 1          | 0          | 1     | 0     | —        | —        | 0        | 0        | 2      | 0      |
| Carrière totaal | Carrière totaal | Carrière totaal | Carrière totaal        | 18         | 3          | 1     | 0     | 0        | 0        | 0        | 0        | 19     | 3      |

Bijgewerkt op 4 januari 2022.